# Hamster doré
Mesocricetus auratus
Pour les articles homonymes, voir Hamster (homonymie).
Espèce
Statut de conservation UICN

 VU B1ab(iii) : Vulnérable
Le Hamster doré (Mesocricetus auratus) est un petit rongeur originaire de Syrie et de Turquie. Il s'agit d'une espèce de hamster très répandue en captivité un peu partout dans le monde. Certaines races de Hamster syrien, élevées comme animaux de laboratoire ou de compagnie, sont même considérées comme domestiques par des pays comme la France. L'espèce est également appelée Hamster roux, Hamster de Syrie, Hamster syrien ou bien encore hamster panda, nom donné souvent par les animaleries pour les hamsters noirs et blancs.

## Description de l'espèce
Pour les caractères communs à tous les hamsters lire :
Cette espèce est de taille moyenne par rapport aux autres hamsters : il mesure de 13 à 18 cm en moyenne pour un poids de 100 à 125 g à l'âge adulte. Il n'y a pas de dimorphisme sexuel apparent. La température corporelle est proche de celle de l’être humain : 37−38 °C,. Exposés à plus de 10 semaines de froid, ces animaux entrent en état d’hibernation. Contrairement à d'autres espèces, la température du hamster doré reste plutôt stable. Elle ne descend que d'environ 1 °C au-dessous de leur température moyenne. La photopériode (longueur du jour) est aussi un facteur qui régule l'hibernation chez ces animaux.

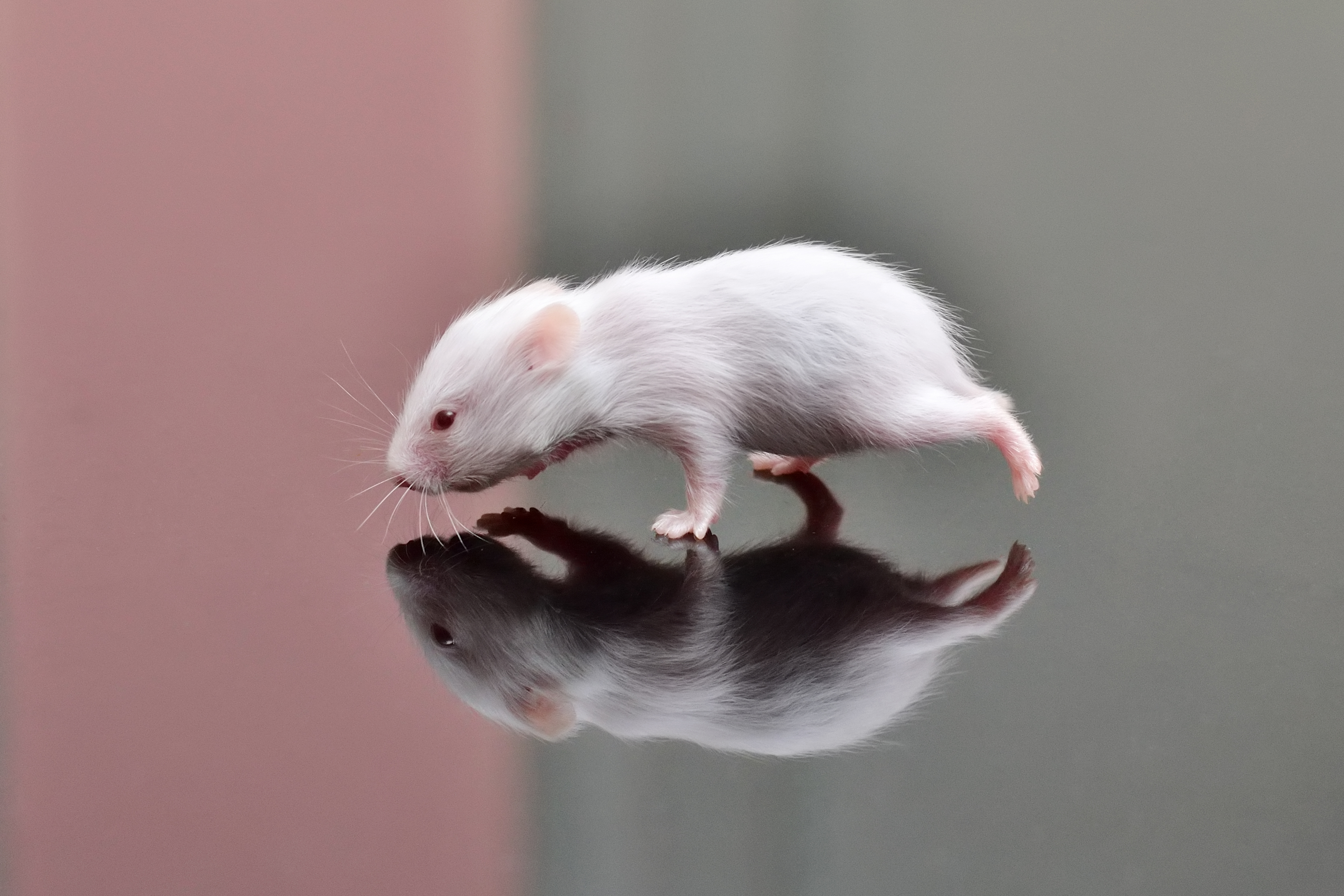
Un hamster doré bébé de deux semaines. Juillet 2020.

### Reproduction
- Gestation : 15 à 18 jours[7]
- Âge au sevrage : vers 21 jours[7]
- Nombre de chromosomes : 44[7]
- Maturité sexuelle: la femelle est fertile vers 4 semaines, reproduction préférable après 6 semaines[7].
- cycle œstral : 4 jours[7]
- Portée : de 4 à 10 jeunes[8].
- Durée de vie : 2 ans et demi à 3 ans (parfois 4 ou 5 ans).

La gestation varie de 15 à 20 jours et les jeunes sont presque sevrés à 10 jours. Il faut attendre qu'ils aient 21 jours pour qu'ils soient totalement indépendants.

## Hamster doré sauvage

### Habitat d'origine

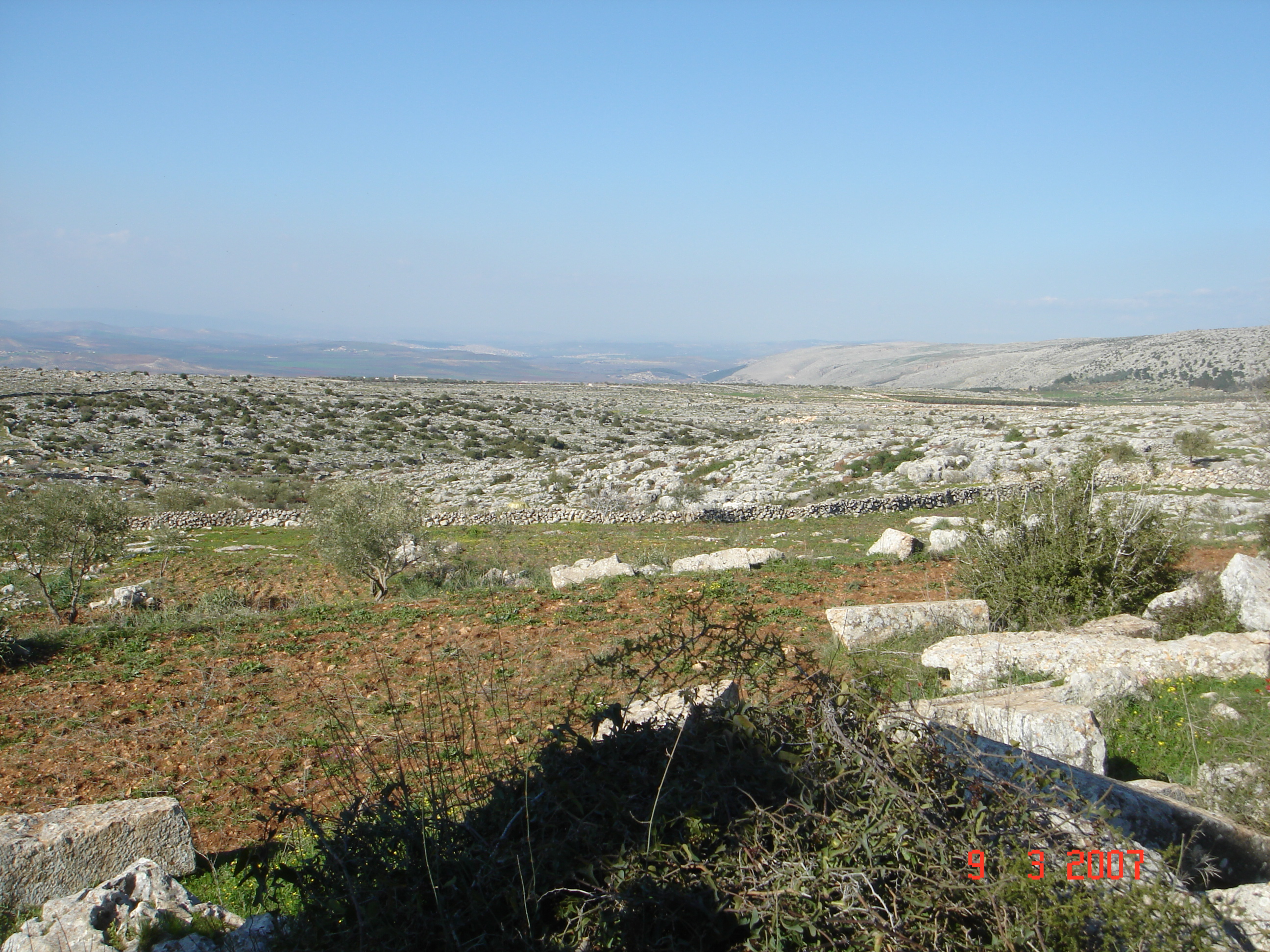
La région d'Alep (Syrie) où vit le hamster doré sauvage.

À l'état sauvage, le Hamster doré vit majoritairement dans le désert de Syrie, dans la région des plateaux d'Alep, mais quelques populations ont été vues dans l'Est de la Turquie. Il résiste bien au climat très sec aux températures extrêmes de ces régions où en été les journées varient de 35 à 38 °C le jour à 6 à 15 °C la nuit.
Si ce hamster préfère les zones désertiques, l'expansion de l'espèce l'a conduit à creuser ses terriers dans des zones agricoles, près des plants de légumineuses ou des puits d'irrigation. Animal nocturne, il sort la nuit et se repose le jour dans un terrier pour s'abriter de la chaleur ou des prédateurs.
Chaque adulte vit seul dans un terrier dont la profondeur varie entre 36 et 106 cm pour une moyenne de 65 cm. La longueur moyenne totale de l'ensemble des galeries d'un terrier fait 2 m mais certains atteignent 9 m de long. Chaque terrier est constitué d'un conduit vertical qui mène à une chambre et au moins une réserve de nourriture.

### Comportement dans la nature
Dans la nature, le Hamster doré est un solitaire, à part en période de reproduction. Il maintient au minimum une centaine de mètres entre chaque terrier et peut même se montrer très agressif vis-à-vis de ses congénères s'ils pénètrent dans son territoire. Celui-ci est délimité en laissant des traces olfactives sécrétées par des glandes situées sur ses flancs et les femelles déposent un liquide vaginal pour faire savoir aux mâles qu'elles sont abordables. Les hamsters dorés communiquent aussi entre eux par des petits cris et des grincements de dents d'intimidation. Ces avertissements ont été observés lors de 92 % des rencontres entre mâles, 39 % entre femelles et seulement 5 % entre mâles et femelles. Les petits produisent en plus des ultrasons destinés à leur mère. Certaines attitudes permettent aussi aux hamsters dorés de déterminer leur statut hiérarchique ou leur aptitude à se reproduire. mais on n'a pas encore pu déterminer si les variations de pelage ont un rôle à jouer dans la reconnaissance entre hamsters syriens.
Afin de permettre que les petits soient élevés dans des conditions favorables, les femelles sont programmées pour n'ovuler que si la lumière est suffisante. Elles ont aussi recours au cannibalisme si les ressources alimentaires sont insuffisantes pour élever toute une portée.

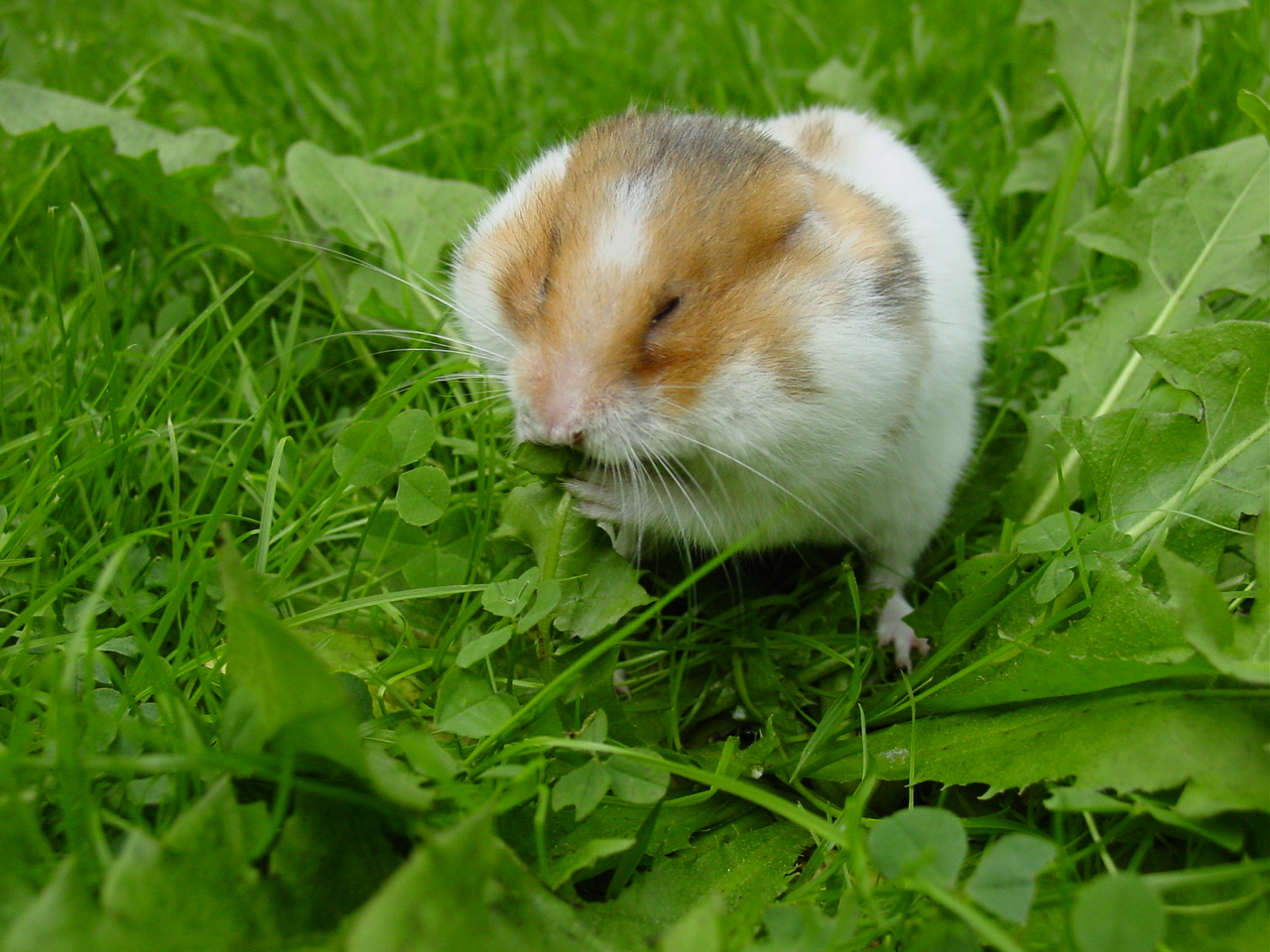
Hamster doré emplissant ses abajoues de pissenlits.

Les hamsters dorés sont omnivores, se nourrissant de graines, noix et d'insectes, dont des fourmis, des mouches, des cafards et les guêpes.
Ce rongeur infatigable passe ses nuits à rassembler de la nourriture pour la rapporter ensuite dans son terrier. En une seule soirée, un hamster peut parcourir près de 13 kilomètres à faire ainsi des allers et retours.
En hiver, si la température descend en dessous de 8 °C, le hamster a des longues périodes de torpeur mais qui ne sont pas vraiment considérées comme de véritables entrées en hibernation.

### Rôle écologique et statut de conservation
Comme tous les hamsters, les hamsters dorés ont un rôle à jouer dans la dispersion des graines et leurs terriers abandonnés offrent le gite à des petits animaux comme les crapauds.
Ces petits rongeurs représentent une source de nourriture facile pour les prédateurs comme les renards, les petits carnivores, les rapaces et les serpents mais son principal ennemi reste l'être humain. Malgré cela leur capacité de reproduction élevée et leur aptitude à se cacher dans leurs terriers permet de maintenir les effectifs de population.
Le hamster doré sauvage est considéré comme animal en danger par l'UICN à cause de son habitat sur une zone de répartition très réduite. Mais, pour les habitants de ces régions, le hamster est un animal nuisible ravageur de cultures. Le gouvernement syrien fournit d'ailleurs aux agriculteurs des poisons anti-rongeurs dans le but de limiter leur nombre.

## Hamster doré domestique
Si le hamster sauvage est menacé d'extinction dans la nature, sa présence abondante dans les élevages préserve l'espèce d'une éventuelle disparition totale.

### Histoire de sa domestication
Le laboratoire de l'Université hébraïque de Jérusalem fait capturer en 1930, à Alep en Syrie, une femelle hamster doré et ses 12 petits. Ils sont élevés en captivité à des fins expérimentales et se reproduisent si bien que l'université approvisionne bientôt d'autres laboratoires avec leur descendance, à commencer par l'Angleterre dès 1931. Tous les hamsters dorés d'élevage seraient issus de ces premiers hamsters de laboratoire qui ont par la suite séduit également les amateurs d'animaux de compagnie.

### Sélection et variétés d'élevage
Les laboratoires et surtout les éleveurs d'agrément ont créé des couleurs, des marquages et différentes textures de poils chez le hamster syrien (comme le hamster à poil ras, le hamster angora et le hamster à poil satin). Il existe une grande variété de couleurs (exemple : noir, chocolat, crème, etc.). Ils ont aussi développé quelques marquages différents (exemple : bande blanche, dalmatien, écaille de tortue, etc.).

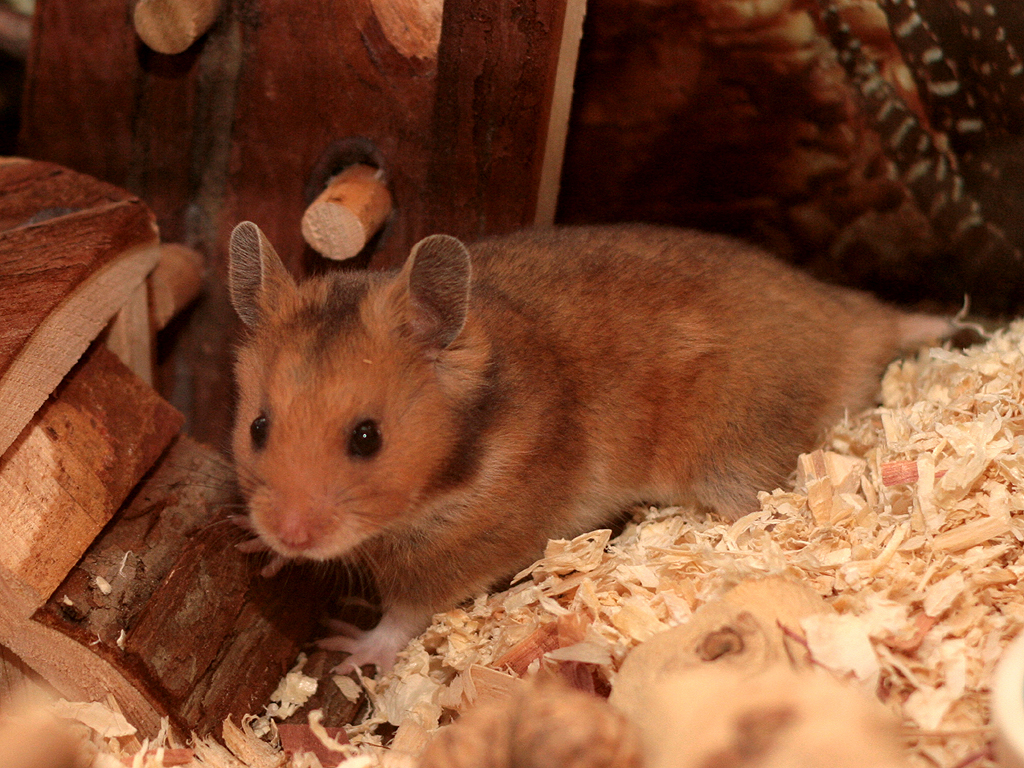
Hamster doré, couleur d'origine (sauvage)
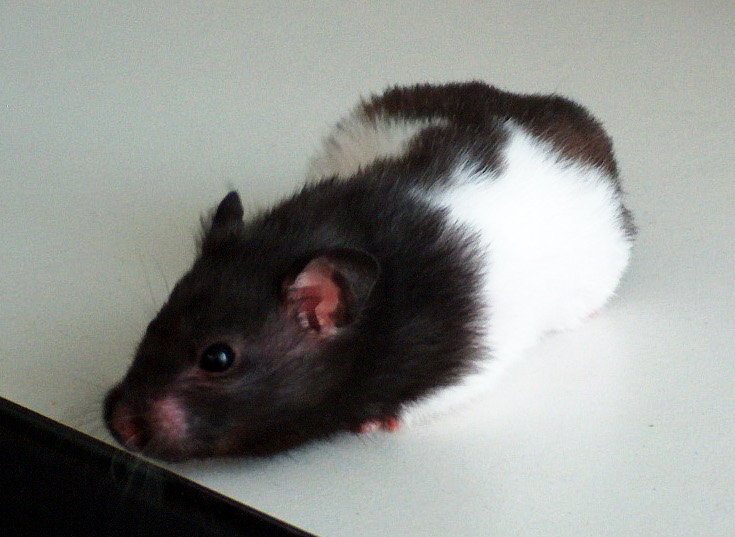
Hamster noir bande blanche ou "panda".
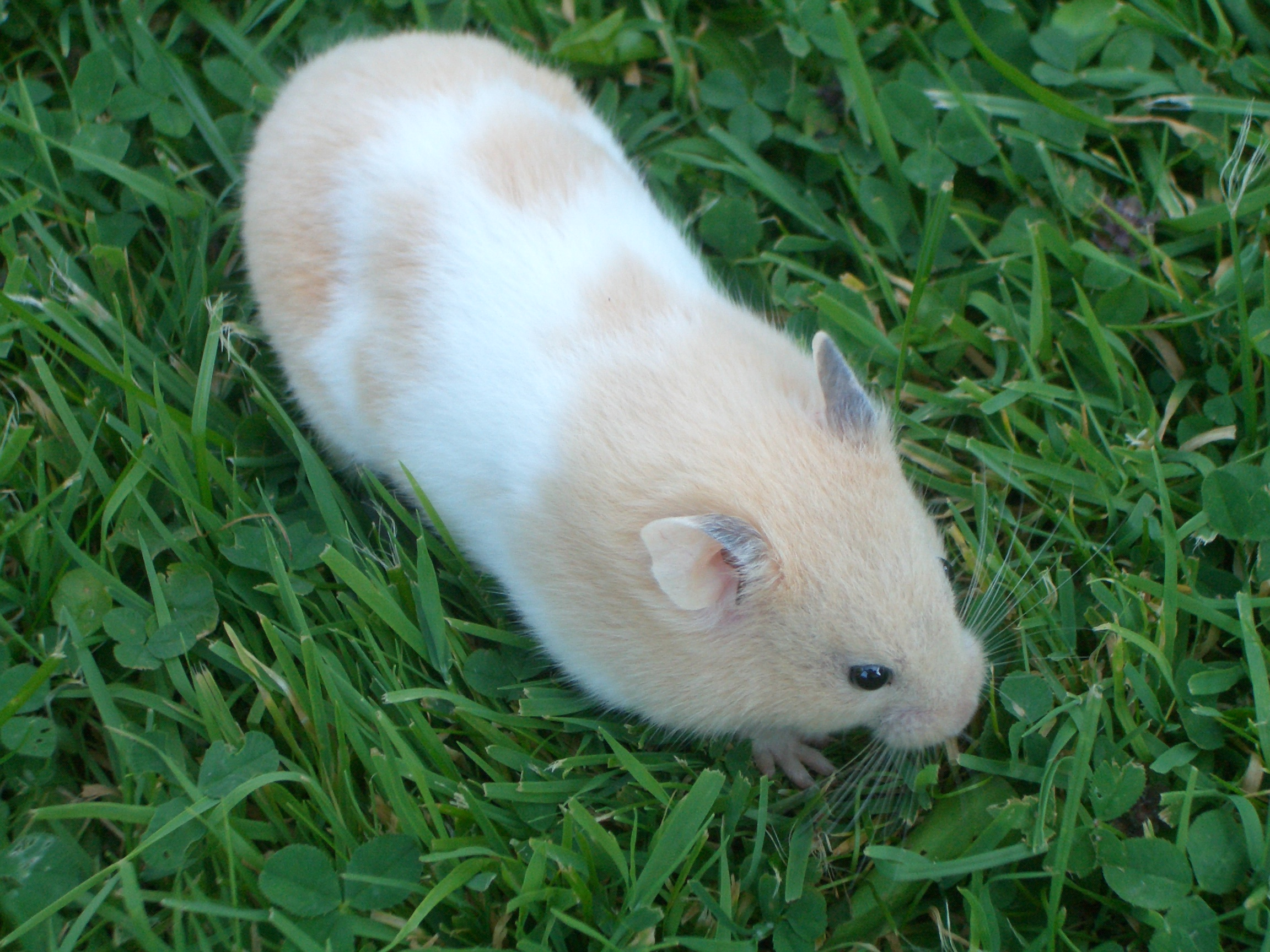
Hamster crème marquage bande blanche (raté)
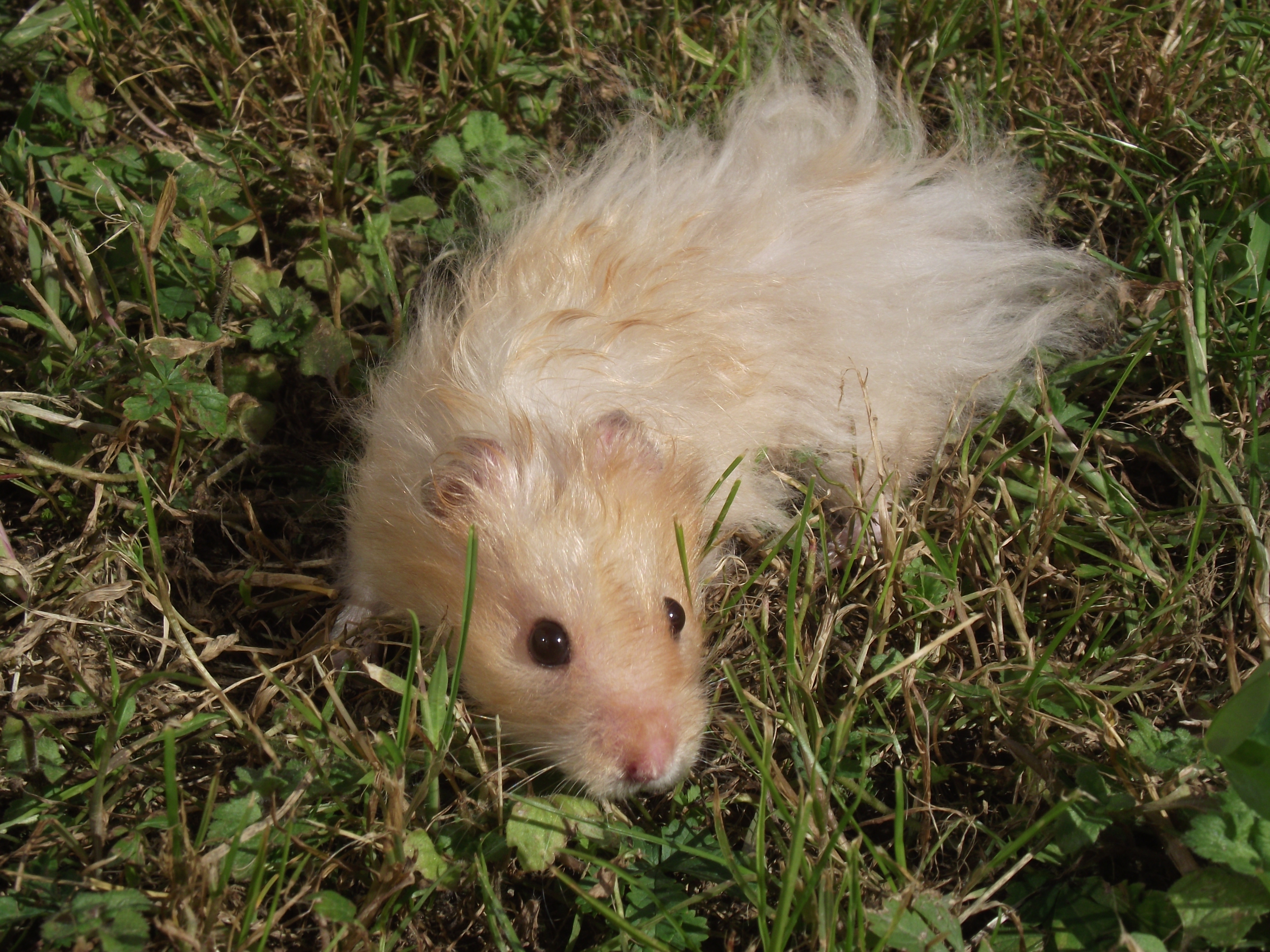
Hamster doré à poil long dit "angora"
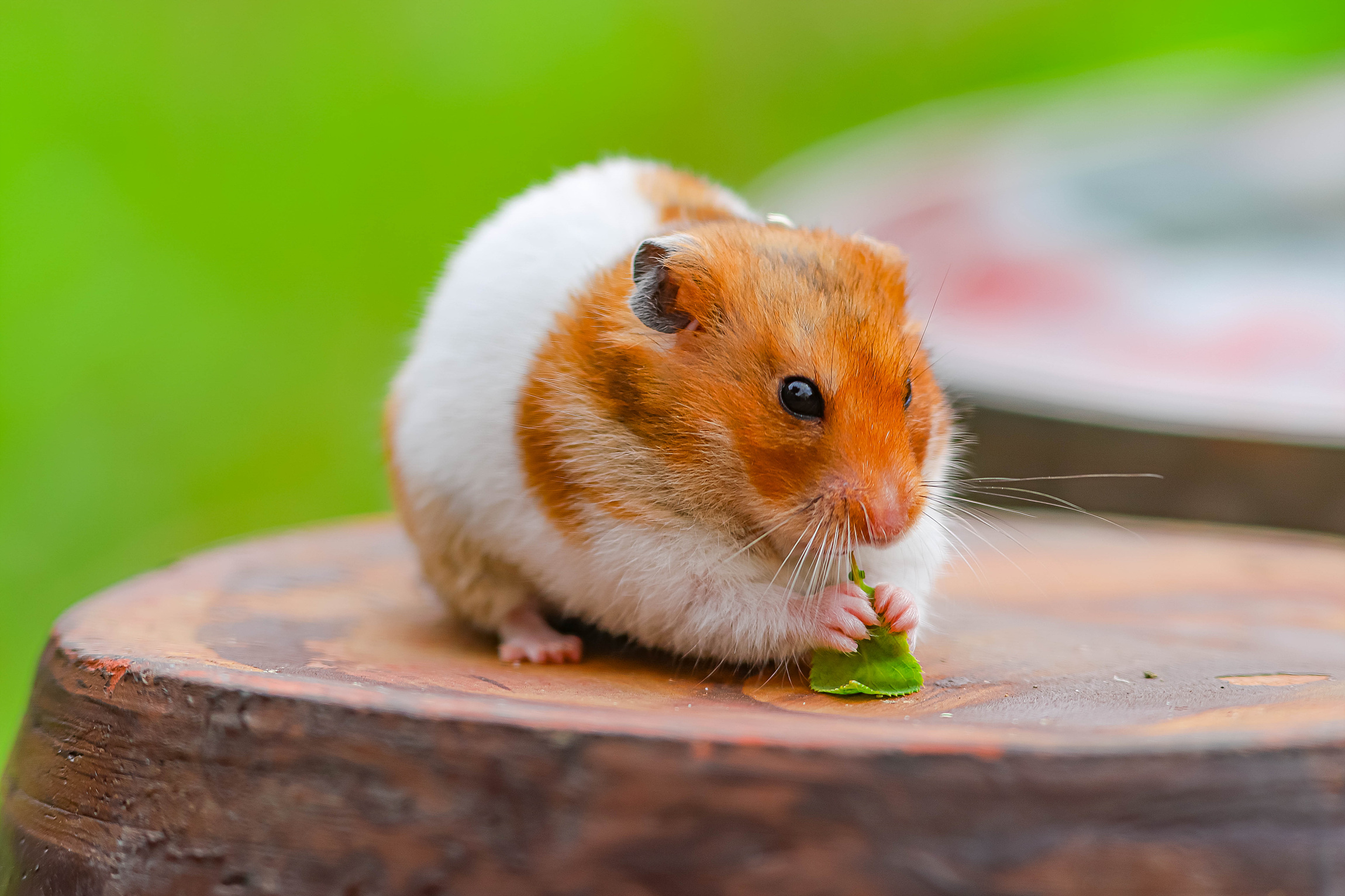

### Soins  en captivité

#### Habitat
Animaux de petite taille, les hamsters ont néanmoins besoin d'un habitat suffisamment grand pour répondre à leurs besoins.
Strictement solitaire il faut appliquer la règle d'or : 1 hamster = 1 cage. De plus, quelle que soit l'espèce, le hamster a besoin d'une surface au sol, d'un seul tenant, suffisante pour lui permettre de courir tout son saoul.
Pour les hamsters chinois et dorés, le minimum conseillé est de 10 000 cm2, soit 200 cm de long × 50 cm de large, et 80 cm de hauteur. Les étages ne comptent pas dans ce minimum.
Plus la cage est grande et comporte des distractions, plus les hamsters sont heureux. Il est possible avec certains modèles de faire des associations de plusieurs kits pour obtenir une très grande cage, mais le hamster ayant besoin d'une grande surface d'un seul tenant de telles installations ne sont pas conseillées.
Comme distractions on peut trouver : la roue à hamster très connue, des balles, de la fausse nourriture en ficelle.
On peut aussi leur mettre une maison car certains hamsters sont très peureux et ils doivent donc pouvoir se cacher.

#### Alimentation

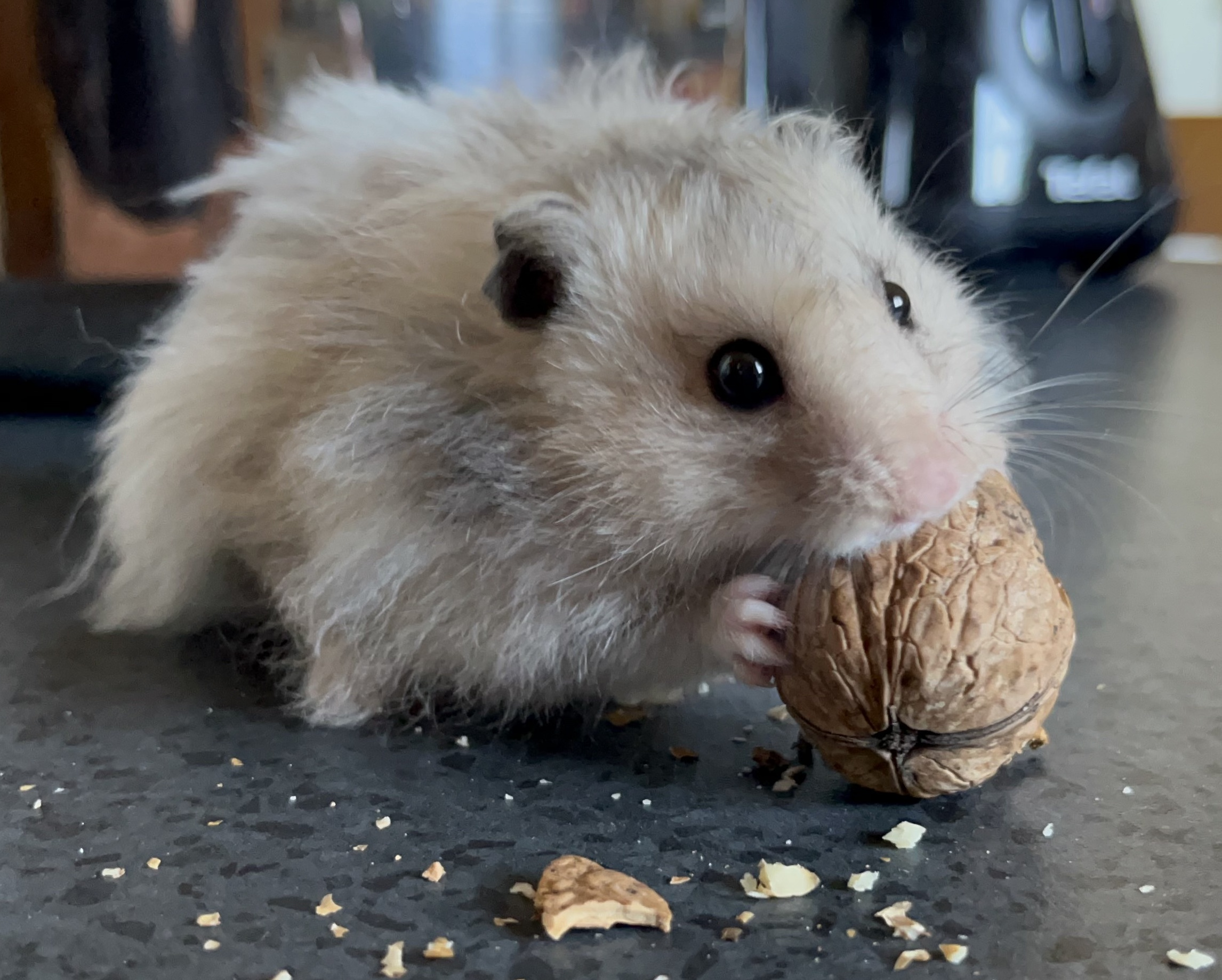
Hamster doré mangeant une noix.

Aussi important que l'habitat, si l'on veut prolonger l'espérance de vie de l'animal, ce dernier a besoin d'une alimentation équilibrée répondant à ses besoins nutritionnels. Ainsi il lui faudra chaque jour[source insuffisante] :
- 16 % de protéines,
- 5 à 6 % de lipides,
- 4 à 8 % de fibres,
- ainsi que des taux appropriés en phosphore, calcium, vitamine A, vitamine B, vitamine C, vitamine D et vitamine E.

Le hamster est un rongeur omnivore ce qui signifie que son alimentation doit contenir un apport en protéines d’origine animale. Cet apport est essentiel pour le hamster qui ne peut synthétiser certains acides aminés (lysine et la méthionine entre autres) qu’il trouve dans ces protéines d’origine animale.[source insuffisante]

#### Soins vétérinaires
Face à la popularité grandissante de ces nouveaux animaux de compagnie des vétérinaires se sont spécialisés afin de répondre aux besoins de ces animaux et attentes de leurs propriétaires

##### Maladies et problèmes de comportement
- Cannibalisme : Si la mère hamster mange quelques-uns de ses petits lors de sa première portée (cannibalisme), cela signifie qu'elle manque de protéines ou qu'elle pense ne pas avoir assez de nourriture pour la survie de tous ses petits[réf. souhaitée].
- Carence alimentaire : Elle se caractérise par une chute du poil et une entérite[16].
- Diarrhée ou Constipation[16]
- Gale : L'animal a des zones rouges et sans poils, parfois accompagnés de pellicules, squames, et pus. L'animal se gratte beaucoup. La gale peut être amenée par un mauvais foin, ou favorisée par un stress de l'animal. La gale est une maladie de la peau très contagieuse, qui se soigne chez un vétérinaire[16]
- Teigne : La teigne, très contagieuse chez les animaux comme chez les humains, est un champignon engendrant des lésions autour des yeux, des oreilles, du front et du bas du dos[16]
- Abcès : Souvent venu d'un problème dentaire, on retrouve l'abcès le plus souvent au niveau de la tête du rongeur, des organes génitaux et des flancs. Parfois des antibiotiques suffisent à le traiter, on peut aussi avoir recours à une opération mais l'abcès est une affection très difficile à soigner qui menace souvent la vie de l'animal[16]
- Tumeur : Le plus souvent localisées au niveau de la tête, des flancs et des organes génitaux. Les tumeurs peuvent parfois être cancéreuses[16]
- Conjonctivite : La conjonctivite se manifeste par des yeux rouges qui coulent, dont les paupières sont parfois 'collées' par une croute jaune[16]
- Kératite L'œil est vitreux, parfois blanchi par endroits[16]
- Ophtalmie purulente Elle se caractérise par du pus dans les yeux, engendrée par une mauvaise hygiène ou une alimentation trop peu variée[16]

### Utilisation par l'homme
Commerce, quantités, marché mondial, etc.

#### Animal de laboratoire
Le hamster doré domestique est un organisme modèle. En effet, des individus de cette espèce sont utilisés en expérimentation animale, afin de faire des essais cliniques sur différentes pathologies comme le cancer, des maladies respiratoires, infectieuses, du métabolisme et d'autres types de maladies.
Entre 2006 et 2007, 19 % des animaux impliqués dans des recherches de laboratoire aux États-Unis étaient des hamsters syriens. En France, en 2021, ce sont plus de 12 000 procédures expérimentales qui ont été réalisées par des établissements français sur des hamsters dorés. Parmi celles-ci, 15 % des procédures ont un niveau de gravité « sévère », c'est-à-dire, que ce sont des procédures qui ont été susceptibles de provoquer aux hamsters impliqués « une douleur, une souffrance ou une angoisse intense ou une douleur, une souffrance ou une angoisse modérée de longue durée ainsi que celles susceptibles d'avoir une incidence grave sur le bien-être ou l'état général des animaux ».

#### Animal de compagnie
Le hamster requiert un lavage de sa cage hebdomadaire. Il ne faut jamais laver son hamster, même avec un shampoing spécial pour rongeurs, c'est une source de stress inutile. Les hamsters détestent l'eau. De plus, il peut attraper une maladie pulmonaire.

##### Bien-être de l'animal

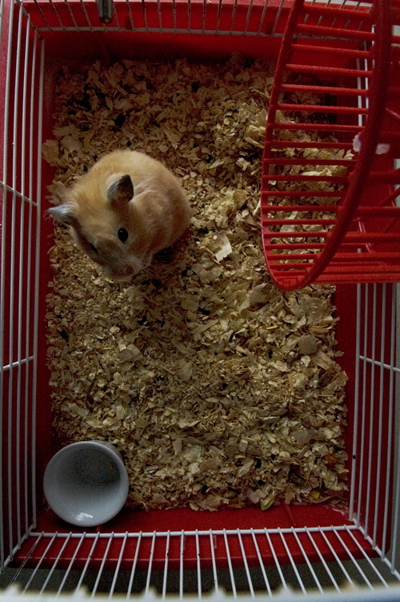
Hamster doré maltraité

Comme pour tout animal de compagnie, avant de faire l'acquisition d'un hamster, on doit s'assurer d'avoir du temps à accorder à ce futur petit compagnon, pour pouvoir le distraire et s'en occuper. On doit également être prêt à consulter un vétérinaire NAC en cas de soucis de santé. Son maître doit se procurer tout le matériel nécessaire : un terrarium solide, la plus grande possible et au minimum 120cm de L x 60 de large, plusieurs cachettes, de la litière de carton, copeaux de peuplier ou cellulose (le chanvre ou le lin sont déconseillés), de la nourriture spécifique et un distributeur d'eau. Une roue (qui doit faire au moins 30-35 cm de diamètre) ; le tout adapté à ce rongeur vorace et intrépide. Les pierres minérales sont dangereuses. Pour que le hamster se fasse les dents on peut lui donner à ronger des matériaux durs non toxiques (branches d'arbres fruitiers comme le noisetier).
Ces petits animaux nocturnes aiment bien bouger le soir et ne pas rester toujours dans leur cage. Si possible, vers 21 heures en général, il est souhaitable de les laisser se dépenser un peu. Toute sortie doit se faire dans un environnement parfaitement sécurisé (attention aux chutes, empoisonnements, fuites, dégâts...). Il existe des parcs, mais l'utilisation d'une boule transparente est fortement déconseillée, elle provoque un stress inutile et l'animal n'a aucun contact avec son environnement[réf. nécessaire].